# Manifeste de Port Huron

Le Manifeste de Port Huron est un manifeste politique du mouvement étudiant Students for a Democratic Society (SDS). Il a été écrit par Tom Hayden, de l'université du Michigan puis repris par les secrétaires de terrain de la SDS, aidés de 58 autres membres de la SDS, et complétés le 15 juin 1962 dans un site appartenant à la United Auto Workers à Port Huron dans le Michigan (actuel Lakeport State Park), pour la première convention nationale du groupe. Un an plus tard, toutefois, la SDS changea de positionnement d'un syndicat de travail en une organisation non violente, la Student Nonviolent Coordinating Committee (SNCC).
En décembre 1964, dans le cadre d'un changement drastique du contexte politique, une seconde impression du manifeste eut lieu laquelle incluait en introduction un avertissement indiquant que « bien que peu de ses rédacteurs originels seraient d'accord, aujourd'hui, avec ses conclusions », le manifeste restait important comme l'une des « sources essentielles de la direction du SDS » et l'« un des témoignages les plus anciens des sentiments du nouveau mouvement de la jeunesse commencé dans les années soixante ».

## Dans la culture
Le manifeste est évoqué dans le film The Big Lebowski (1998). Le héros du film déclare "J'ai été à l'origine de l'appel à la paix de Port Huron. Le premier appel à la paix, pas la deuxième version complètement édulcorée."